# Киш (пирог)

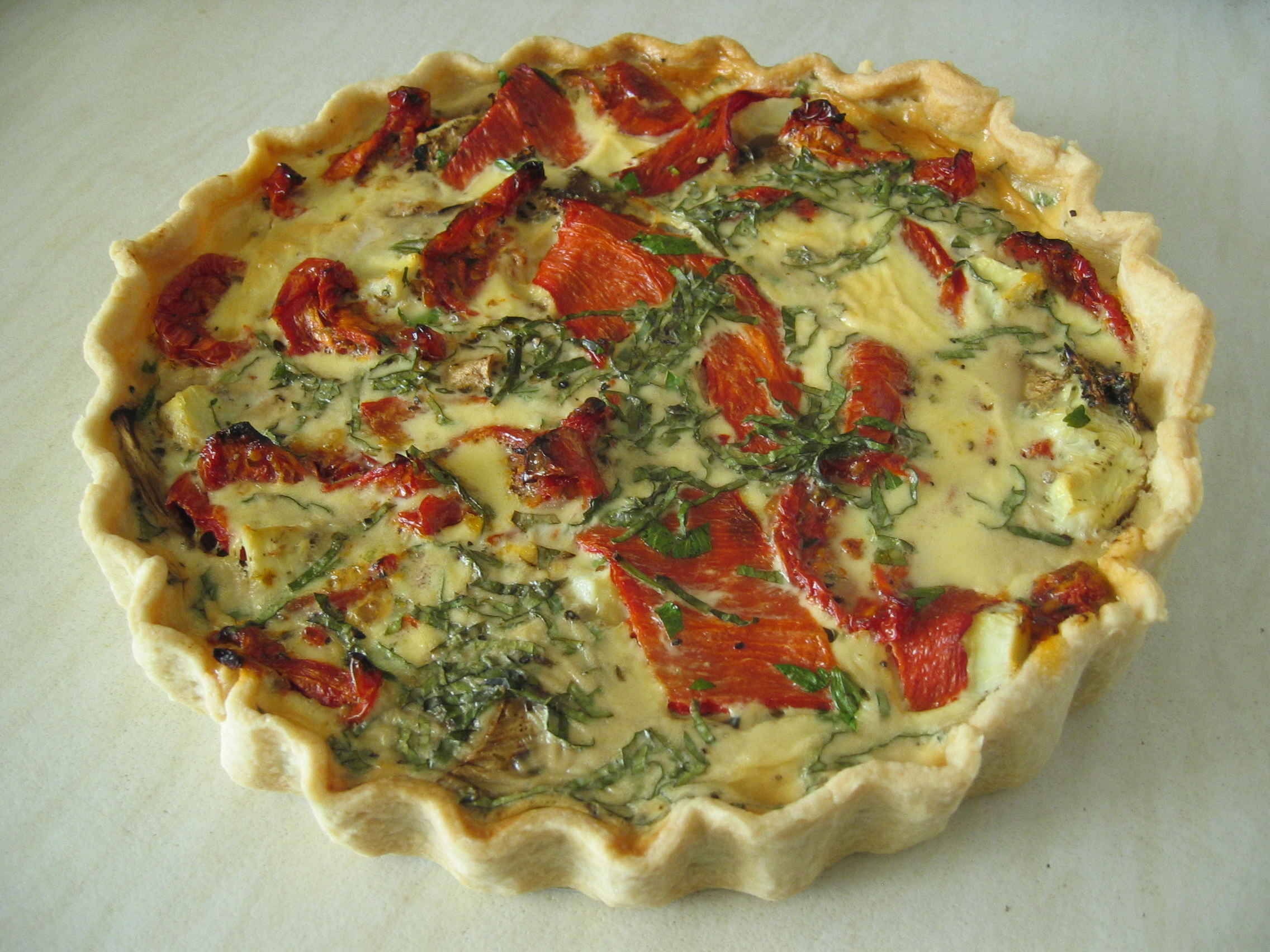
Средиземноморский киш

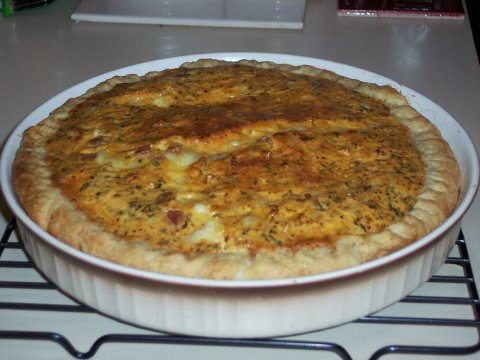
Киш лорен

Киш (фр. quiche, от нем. Kuchen — «пирог») — блюдо французской кухни.
За основу берётся киш лорен (quiche lorraine — «лотарингский пирог») — по французскому названию Лотарингии, откуда он пришёл во французскую кухню. Это слоёный тарт (открытый пирог) с основой из рубленого теста, заливкой из смеси яиц, сливок или молока и с копчёной грудинкой (lardon, лардон), нарезанной тонкими брусочками.
Существуют разные вариации киша, от «эльзасского киша» с обжаренным луком до всевозможных овощных, рыбных и мясных сочетаний.

## Этимология
Это слово впервые засвидетельствовано на французском языке в 1805 году, а в 1605 году в лотарингском наречии. Первое английское употребление quiche Lorraine было зафиксировано в 1925 году. Дальнейшая этимология — неясна, но она может быть связана с немецким словом Kuchen, означающим «пирог» или «торт».

## История
Киш считается французским блюдом; однако использование яиц и сливок в кондитерских изделиях практиковалось и в английской кухне, по крайней мере, ещё в XIV веке, а в итальянской кухне, по крайней мере, ещё в XIII веке. Рецепты яиц и сливок, запечённых в тесте, содержащем мясо, рыбу и фрукты, относятся к Crustardes of flesh и Crustade в The Forme of Cury XIV века и в кулинарных книгах XV века, таких как итальянская Libro de arte coquinaria.